# Lehrprofessur
Die Lehrprofessur ist eine neu eingeführte Personalkategorie an deutschen Hochschulen. 

## Geschichte
Sie wurde u. a. von Peter Hommelhoff, dem Rektor der Heidelberger Universität, im Rahmen der Diskussion um Strukturreformen im deutschen Hochschulsystem vorgebracht. Konventionelle Professuren betreiben Lehre und Forschung gleichermaßen. Ein zukünftiger Lehrprofessor hätte eine höhere Lehrverpflichtung, aber eine geringere Pflicht zu forschen und damit auch weniger Ausgaben für Forschung und Mitarbeitende. Das Modell richtet sich am angelsächsischen  Lecturer bzw. Senior Lecturer aus und wurde auch im Heidelberger Antrag zur Exzellenzinitiative (2005) konzeptuell verankert.
In Bayern sind mehrere Lehrprofessuren eingerichtet worden. Baden-Württemberg hat 2007 die Ämter der Hochschuldozierenden und Juniordozierenden  geschaffen, um die Idee der Lehrprofessur umzusetzen.

## Argumente pro Lehrprofessur
- Die Einrichtung einer Lehrprofessur kostet weniger Geld als die einer herkömmlichen Professur, da dem Inhaber dieser Stelle weniger Sach- und Personalmittel zur Verfügung gestellt werden müssen. Auch kann das Gehalt niedriger sein als das eines ordentlichen Professors.
- Die Universitäten könnten über Lehrprofessuren ohne finanziellen Mehraufwand deutlich mehr Stellen für hoch qualifizierte (habilitierte) Nachwuchskräfte schaffen. Diese Nachwuchskräfte gibt es in ausreichender Zahl auf dem Arbeitsmarkt.  Sie haben wegen der Finanzschwäche des deutschen Hochschulsystems gegenwärtig jedoch keine Aussicht auf Anstellung im Wissenschaftsbereich („Arbeitsbeschaffungsprogramm für Habilitierte“).
- Wegen der deutlich höheren Lehrverpflichtung (diskutiert werden zwölf Semesterwochenstunden oder mehr, statt acht bis neun für konventionelle Professoren) würden die Lehrkapazitäten der Hochschulen deutlich gestärkt. Die Hochschulen wären so besser gerüstet, um die stark angestiegene Studierendenzahl zu bewältigen, die für die Zeit ab 2012/2015 prognostiziert wird, für welchen den Hochschulen bisher aber keinerlei zusätzliche Finanzmittel in Aussicht gestellt wurden.
- Mehr Dauerstellen im Wissenschaftsbereich könnten den wissenschaftlichen Nachwuchs motivieren und die Attraktivität einer akademischen Karriere erhöhen. Die gegenwärtige Stellenknappheit an deutschen Universitäten schreckt gerade sehr gute Kandidaten ab, die attraktive Alternativen in der Wirtschaft finden. Eine Uni-Karriere setzt heutzutage nicht nur hohe Leistung und Mobilität, sondern auch eine erhebliche persönliche Risikofreude voraus. Gäbe es mehr Dauerstellen in Form von Lehrprofessuren (andere scheinen gegenwärtig nicht finanzierbar) als Notlösung der Karriereplanung, so könnten wieder mehr hervorragende Nachwuchskandidaten für Wissenschaftskarrieren gewonnen werden. So könnte die Lehrprofessur ein Problem lösen, das durch den konsequenten Abbau des akademischen Mittelbaus in den letzten Jahrzehnten entstanden ist.
- Die Einführung der Lehrprofessur könnte ein Symbol dafür sein, dass im deutschen Hochschulsystem die traditionell eher unterbewertete Lehre wieder ein höheres eigenes Gewicht gegenüber den Forschungsaktivitäten erhält.

## Argumente contra Lehrprofessur
- Das gewichtigste Argument gegen die Lehrprofessur scheint das Humboldt’sche Ideal der Einheit von Forschung und Lehre. Diese ist bisher im Detail auch dadurch verwirklicht, dass jeder Hochschullehrer gleichermaßen lehren und forschen soll und darf. Wenn hier eine Aufteilung eingeführt wird – und insbesondere wenn sich die Lehrprofessur zu einer Notlösung für Kandidaten zweiter Klasse entwickelt – dann besteht die Gefahr, dass die Qualität der Lehre sinkt. Ein Hochschullehrer, der stark mit der Lehre belastet ist und nicht mehr (oder weniger stark) selber forscht, wird Schwierigkeiten haben, den aktuellen neuen Entwicklungen in seiner Disziplin jeweils zeitnah zu folgen. Seinen Studierenden kann er daher weniger aktuelle Lehrinhalte anbieten, und erst recht keine eigenen, authentischen Eindrücke aus der Forschungstätigkeit vermitteln.
- Daneben hat die Lehrprofessur als Arbeitsplatzbeschaffungsprogramm voraussichtlich dieselben Nebenwirkungen wie viele ähnliche Programme: Es würden reguläre Arbeitsplätze (bisherige Professuren) verdrängt – indem Geldmittel umgewidmet und bei anderen Professuren entsprechend gekürzt werden.
- Auch wenn Lehrprofessuren formal der Professorengruppe angehören, würden sie in den akademischen Gremien eher als eine Gruppe von Professoren zweiter Klasse betrachtet werden.
- Der Vergleich mit Lecturer und Senior Lecturer bzw. Reader im Vereinigten Königreich ist falsch. Diese Stellen entsprechen W1-Professuren in Deutschland und müssen in der Regel als Etappen zur vollen Professur (äquivalent zu W2 oder W3 in Deutschland) durchlaufen werden. Ein nach seiner Promotion eingestellter Lecturer wird meistens genauso wie ein deutscher Juniorprofessor durch ein reduziertes Lehrdeputat geschont, damit er sich zunächst in der Forschung profilieren kann. Anders als ein Juniorprofessor wird jedoch ein Lecturer sofort unbefristet eingestellt (mit einer zwei- bis dreijährigen Probezeit, die normalerweise bestanden wird). Schafft er auf die Dauer keine Beförderung zum Senior Lecturer bzw. Reader und schließlich zum Professor, liegt es nahe, dass sich sein Schwerpunkt auf die Lehre verschieben kann. Der deutsche Plan, die Karrieren von Beginn an zu trennen (vgl. den Vorschlag einer Juniordozentur als Alternative zur Juniorprofessur), führt stattdessen zu einem zweiten Weg parallel zur normalen Professur, von dem ein Wechsel schwer sein sollte: Bereits jetzt ist es wegen der Denkmuster deutscher Berufungskommissionen schwierig, sich erfolgreich auf eine Professur zu bewerben, wenn man vorher zu lange Akademischer Rat war. Man kann also einen Lehrprofessor als einen umbenannten Akademischen Oberrat bzw. Akademischen Direktor auffassen, genauso wie ein Juniorprofessor ein umbenannter Hochschulassistent mit weniger Gehalt und mehr Freiheit ist. Eine echte Annäherung zum angelsächsischen System gäbe es, wenn W1-Professuren entfristet und Akademische Räte, Oberräte und Direktoren ersatzlos abgeschafft würden.